# Box-office 1992 au Canada et aux États-Unis
Cet article traite du box-office de 1992 au Canada et aux États-Unis. 

## Classement
| Rang | Titre                           | Pays                           | Réalisateur                | Budget en USD | Recettes      |
| ---- | ------------------------------- | ------------------------------ | -------------------------- | ------------- | ------------- |
| 1.   | Aladdin                         | États-Unis d'Amérique          | John Musker & Ron Clements | 28 000 000    | 217 350 219 $ |
| 2.   | Maman, j'ai encore raté l'avion | États-Unis d'Amérique          | Chris Columbus             | 31 100 000    | 173 585 516 $ |
| 3.   | Batman : Le Défi                | États-Unis d'Amérique          | Tim Burton                 | 80 000 000    | 162 831 698 $ |
| 4.   | L'Arme fatale 3                 | États-Unis d'Amérique          | Richard Donner             | 35 000 000    | 144 731 527 $ |
| 5.   | Des hommes d'honneur            | États-Unis d'Amérique          | Rob Reiner                 | 33 000 000    | 141 340 178 $ |
| 6.   | Sister Act                      | États-Unis d'Amérique          | Emile Ardolino             | 31 000 000    | 139 605 150 $ |
| 7.   | The Bodyguard                   | États-Unis d'Amérique          | Mick Jackson               | 25 000 000    | 121 945 720 $ |
| 8.   | Wayne's World                   | États-Unis d'Amérique          | Penelope Spheeris          | 20 000 000    | 121 697 323 $ |
| 9.   | Basic Instinct                  | États-Unis d'Amérique · France | Paul Verhoeven             | 49 000 000    | 117 727 224 $ |
| 10.  | Une équipe hors du commun       | États-Unis d'Amérique          | Penny Marshall             | 40 000 000    | 107 533 928 $ |
| 11.  | Impitoyable                     | États-Unis d'Amérique          | Clint Eastwood             | 50 000 000    | 101 157 447 $ |
| 12.  | La Main sur le berceau          | États-Unis d'Amérique          | Curtis Hanson              | 11 700 000    | 88 036 683 $  |
| 13.  | Piège en haute mer              | États-Unis d'Amérique          | Andrew Davis               | 35 000 000    | 83 563 139 $  |
| 14.  | Jeux de guerre                  | États-Unis d'Amérique          | Phillip Noyce              | 45 000 000    | 83 351 587 $  |
| 15.  | Dracula                         | États-Unis d'Amérique          | Francis Ford Coppola       | 40 000 000    | 82 522 790 $  |
| 16.  | Les blancs ne savent pas sauter | États-Unis d'Amérique          | Ron Shelton                | 31 000 000    | 76 253 806 $  |
| 17.  | Le Dernier des Mohicans         | États-Unis d'Amérique          | Michael Mann               | 40 000 000    | 75 505 856 $  |
| 18.  | Boomerang                       | États-Unis d'Amérique          | Reginald Hudlin            | 40 000 000    | 70 052 444 $  |